# Antrodia plicata
Antrodia plicata är en svampart som beskrevs av Niemelä 1978. Antrodia plicata ingår i släktet Antrodia och familjen Fomitopsidaceae.   Inga underarter finns listade i Catalogue of Life.